# Roadracing-VM 2009
Världsmästerskapen i Roadracing 2009 arrangeras av Internationella motorcykelförbundet och innehåller klasserna MotoGP, 250GP och 125GP i Grand Prix-serien samt Superbike, Supersport och Endurance. VM-titlar delades ut till bästa förare och till bästa konstruktör.

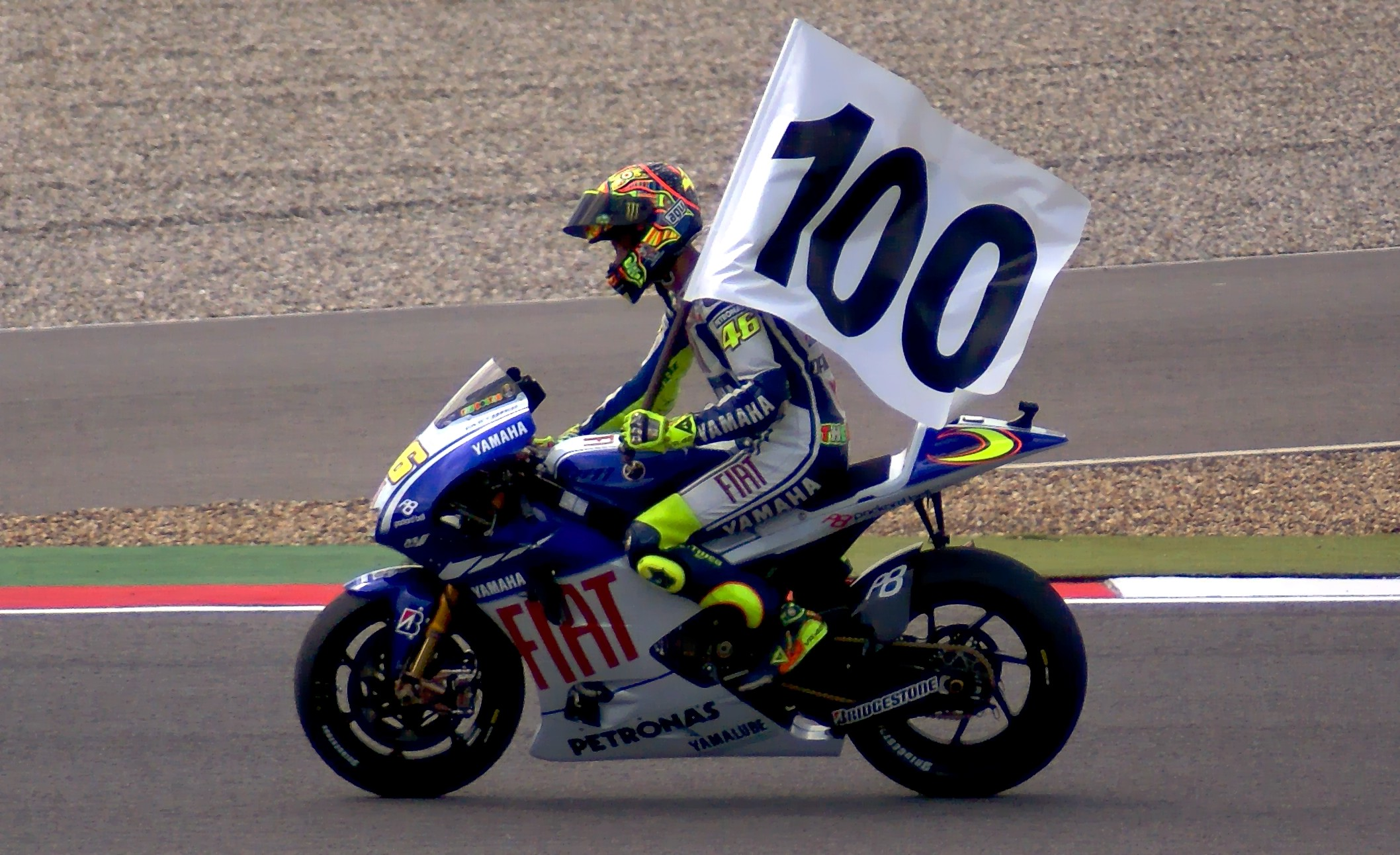
Valentino Rossi tog karriärens hundrade Grand Prix-seger vid TT Assen 2009.

| Världsmästare i roadracing 2009 | Världsmästare i roadracing 2009                         | Världsmästare i roadracing 2009 |
| Klass                           | Mästare individuellt                                    | Mästare konstruktörer           |
| ------------------------------- | ------------------------------------------------------- | ------------------------------- |
| MotoGP                          | Valentino Rossi                                         | Yamaha                          |
| 250GP                           | Hiroshi Aoyama                                          | Aprilia                         |
| 125GP                           | Julián Simón                                            | Aprilia                         |
| Superbike                       | Ben Spies                                               | Ducati                          |
| Supersport                      | Cal Crutchlow                                           | Honda                           |
| Endurance                       | Yamaha Austria Racing Team 7 (Giabbani, Jerman, Martin) | Yamaha                          |
| Sidvagn                         | Ben Birchall / Tom Birchall                             | -                               |

## MotoGP

### Teamuppställningar 2009
| Team                            | Nr | Förare          | Nr | Förare           |
| ------------------------------- | -- | --------------- | -- | ---------------- |
| Marlboro Ducati                 | 27 | Casey Stoner    | 69 | Nicky Hayden     |
| FIAT Yamaha                     | 46 | Valentino Rossi | 99 | Jorge Lorenzo    |
| Repsol Honda                    | 3  | Dani Pedrosa    | 4  | Andrea Dovizioso |
| Rizla Suzuki                    | 7  | Chris Vermeulen | 65 | Loris Capirossi  |
| Gresini Racing Honda            | 15 | Alex de Angelis | 24 | Toni Elías       |
| Team Hayate Kawasaki            | 33 | Marco Melandri  | -  | -                |
| Pramac Racing Ducati            | 36 | Mika Kallio     | 88 | Niccolo Canepa   |
| LCR Honda                       | 14 | Randy de Puniet | -  | -                |
| Tech 3 Yamaha                   | 5  | Colin Edwards   | 52 | James Toseland   |
| Team Scot Honda                 | 72 | Yuki Takahashi  | 41 | Gábor Talmácsi   |
| Grupo Francisco Hernando Ducati | 59 | Sete Gibernau   | -  | -                |
| Sterilgarda Yamaha Team         | 11 | Ben Spies       | -  | -                |

Anmärkningar: Grupo Francisco Hernando drog sig ur mästerskapen i juli., Ben Spies deltog i avslutande loppet i Valencia som wildcard förare åt Yamaha

### Slutställning
| Plats | Förare           | Märke    | Poäng |
| ----- | ---------------- | -------- | ----- |
| 1     | Valentino Rossi  | Yamaha   | 306   |
| 2     | Jorge Lorenzo    | Yamaha   | 261   |
| 3     | Dani Pedrosa     | Honda    | 234   |
| 4     | Casey Stoner     | Ducati   | 220   |
| 5     | Colin Edwards    | Yamaha   | 161   |
| 6     | Andrea Dovizioso | Honda    | 160   |
| 7     | Toni Elías       | Honda    | 115   |
| 8     | Alex de Angelis  | Honda    | 111   |
| 9     | Loris Capirossi  | Suzuki   | 110   |
| 10    | Marco Melandri   | Kawasaki | 108   |
| 11    | Randy de Puniet  | Honda    | 106   |
| 12    | Chris Vermeulen  | Suzuki   | 106   |
| 13    | Nicky Hayden     | Ducati   | 104   |
| 14    | James Toseland   | Yamaha   | 92    |
| 15    | Mika Kallio      | Ducati   | 71    |
| 16    | Niccolò Canepa   | Ducati   | 38    |
| 17    | Gábor Talmácsi   | Honda    | 19    |
| 18    | Aleix Espargaró  | Ducati   | 16    |
| 19    | Sete Gibernau    | Ducati   | 12    |
| 20    | Ben Spies        | Yamaha   | 9     |
| 21    | Yuki Takahashi   | Honda    | 9     |

### Tävlingskalender och resultat MotoGP
| Datum        | Grand Prix                     | Bana           | Vinnande förare  | Team         | Rapport |
| ------------ | ------------------------------ | -------------- | ---------------- | ------------ | ------- |
| 13 april     | Qatar                          | Losail ¹       | Casey Stoner     | Ducati       | *       |
| 26 april     | Japan                          | Motegi         | Jorge Lorenzo    | FIAT Yamaha  | *       |
| 3 maj        | Spanien                        | Jerez          | Valentino Rossi  | FIAT Yamaha  | *       |
| 17 maj       | Frankrike                      | Le Mans        | Jorge Lorenzo    | FIAT Yamaha  | *       |
| 31 maj       | Italien                        | Mugello        | Casey Stoner     | Ducati       | *       |
| 14 juni      | Katalonien                     | Barcelona      | Valentino Rossi  | FIAT Yamaha  | *       |
| 27 juni      | Nederländerna                  | Assen          | Valentino Rossi  | FIAT Yamaha  | *       |
| 5 juli       | USA                            | Laguna Seca ²  | Dani Pedrosa     | Repsol Honda | *       |
| 19 juli      | Tyskland                       | Sachsenring    | Valentino Rossi  | FIAT Yamaha  | *       |
| 26 juli      | Storbritannien                 | Donington Park | Andrea Dovizioso | Repsol Honda | *       |
| 16 augusti   | Tjeckien                       | Brno           | Valentino Rossi  | FIAT Yamaha  | *       |
| 30 augusti   | Indianapolis                   | Indianapolis   | Jorge Lorenzo    | FIAT Yamaha  | *       |
| 6 september  | San Marino & Riviera di Rimini | Misano         | Valentino Rossi  | FIAT Yamaha  | *       |
| 20 september | Ungern                         | Balatonring ³  |                  |              | *       |
| 4 oktober    | Portugal                       | Estoril        | Jorge Lorenzo    | FIAT Yamaha  | *       |
| 18 oktober   | Australien                     | Phillip Island | Casey Stoner     | Ducati       | *       |
| 25 oktober   | Malaysia                       | Sepang         | Casey Stoner     | Ducati       | *       |
| 8 november   | Valencia                       | Valencia       | Dani Pedrosa     | Repsol Honda | *       |

Anm: ¹ Kvällstävling i elljus, ² Endast MotoGP-klassen ³ Struken då banan inte blir klar i tid

## 250GP

### Startlista
- 4. Hiroshi Aoyama, Scot Racing Team 250cc
- 7. Axel Pons, Pepe World Pons WRB
- 8. Bastien Chesaux, Racing Team Germany
- 9. Toni Wirsing, Racing Team Germany
- 10. Imre Toth, Team Toth Aprilia
- 12. Thomas Luthi, Emmi - Caffe latte
- 14. Ratthapark Wilairot, Thai Honda PTT SAG
- 15. Roberto Locatelli, Metis Gilera
- 16. Jules Cluzel, Matteoni Racing
- 17. Karel Abraham, Cardion AB Motoracing
- 19. Alvaro Bautista, Mapfre Aspar Team
- 21. Héctor Barberá, Pepe World Pons WRB
- 25. Alex Baldolini, WTR San Marino Team
- 28. Gabor Talmacsi, Balaton Racing Team 250cc
- 35. Raffaele de Rosa, Scot Racing Team 250cc
- 41. Aleix Espargaro, Campetella Racing
- 48. Shoya Tomizawa, Team CIP
- 51. Stevie Bonsey, Aprilia Madrid
- 52. Lukas Pesek, Auto Kelly - CP
- 58. Marco Simoncelli, Metis Gilera
- 63. Mike di Meglio,  Mapfre Aspar Team
- 75. Mattia Pasini,  Team Toth Aprilia

### VM-tabell 250GP
| Plats | Förare              | Märke         | Poäng |
| ----- | ------------------- | ------------- | ----- |
| 1     | Hiroshi Aoyama      | Honda         | 261   |
| 2     | Héctor Barberá      | Aprilia       | 239   |
| 3     | Marco Simoncelli    | Gilera        | 231   |
| 4     | Álvaro Bautista     | Aprilia       | 218   |
| 5     | Mattia Pasini       | Aprilia       | 128   |
| 6     | Raffaele de Rosa    | Honda         | 122   |
| 6     | Thomas Lüthi        | Aprilia       | 120   |
| 8     | Mike di Meglio      | Aprilia       | 107   |
| 9     | Héctor Faubel       | Honda         | 105   |
| 10    | Alex Debón          | Aprilia       | 101   |
| 11    | Roberto Locatelli   | Gilera        | 85    |
| 11    | Jules Cluzel        | Aprilia       | 82    |
| 13    | Ratthapark Wilairot | Honda         | 81    |
| 14    | Karel Abraham       | Aprilia       | 74    |
| 15    | Lukáš Pešek         | Aprilia       | 74    |
| 16    | Alex Baldolini      | Aprilia       | 41    |
| 17    | Shoya Tomizawa      | Honda         | 32    |
| 18    | Gábor Talmácsi      | Aprilia       | 28    |
| 19    | Shuhei Aoyama       | Honda         | 27    |
| 20    | Aleix Espargaró     | Aprilia       | 22    |
| 21    | Valentin Debise     | Honda         | 17    |
| 22    | Imre Tóth           | Aprilia       | 12    |
| 23    | Balázs Németh       | Aprilia       | 11    |
| 24    | Vladimir Leonov     | Aprilia       | 9     |
| 25    | Axel Pons           | Aprilia       | 3     |
| 26    | Bastien Chesaux     | Honda         | 3     |
| 27    | Toby Markham        | Honda Aprilia | 2     |
| 28    | Kazuki Watanabe     | Yamaha        | 2     |
| 29    | Steve Bonsey        | Aprilia       | 1     |

### Grand Prix-segrare
| Datum        | Grand Prix                     | Bana           | Vinnande förare  | Konstruktör | Rapport |
| ------------ | ------------------------------ | -------------- | ---------------- | ----------- | ------- |
| 12 april     | Qatar                          | Losail         | Héctor Barberá   | Aprilia     | *       |
| 26 april     | Japan                          | Motegi         | Álvaro Bautista  | Aprilia     | *       |
| 3 maj        | Spanien                        | Jerez          | Hiroshi Aoyama   | Honda       | *       |
| 17 maj       | Frankrike                      | Le Mans        | Marco Simoncelli | Gilera      | *       |
| 31 maj       | Italien                        | Mugello        | Mattia Pasini    | Aprilia     | *       |
| 14 juni      | Katalonien                     | Barcelona      | Álvaro Bautista  | Aprilia     | *       |
| 27 juni      | Nederländerna                  | Assen          | Hiroshi Aoyama   | Honda       | *       |
| 19 juli      | Tyskland                       | Sachsenring    | Marco Simoncelli | Gilera      | *       |
| 26 juli      | Storbritannien                 | Donington Park | Hiroshi Aoyama   | Honda       | *       |
| 16 augusti   | Tjeckien                       | Brno           | Marco Simoncelli | Gilera      | *       |
| 30 augusti   | Indianapolis                   | Indianapolis   | Marco Simoncelli | Gilera      | *       |
| 6 september  | San Marino & Riviera di Rimini | Misano         | Héctor Barberá   | Aprilia     | *       |
| 20 september | Ungern                         | Balatonring ¹  |                  |             | *       |
| 4 oktober    | Portugal                       | Estoril        | Marco Simoncelli | Gilera      | *       |
| 18 oktober   | Australien                     | Phillip Island | Marco Simoncelli | Gilera      | *       |
| 25 oktober   | Malaysia                       | Sepang         | Hiroshi Aoyama   | Honda       | *       |
| 8 november   | Valencia                       | Valencia       | Héctor Barberá   | Aprilia     | *       |

¹ Struken då banan inte blir klar i tid

## 125GP

### Startlista
- 5. Alexis Masbou, Frankrike, Loncin Racing
- 6. Joan Olive, Spanien, Derbi Racing Team
- 7. Efren Vazquez, Spanien, Derbi Racing Team
- 8. Lorenzo Zanetti, Italien, Ongetta Team I.S.P.A.
- 10. Luca Vitali, Italien, CBC Corse
- 11. Sandro Cortese, Tysklnad, Ajo Interwetten
- 12. Esteve Rabat, Spanien, Blusens Aprilia
- 14. Johann Zarco, Frankrike, WTR San Marino Team
- 16. Cameron Beaubier, USA, Red Bull KTM Motosport
- 17. Stefan Bradl, Tysklnad, Viessmann Kiefer Racing
- 18. Nicolas Terol, Spanien, Jack & Jones Team
- 24. Simone Corsi, Italien, Jack & Jones Team
- 29. Andrea Iannone, Italien, Ongetta Team I.S.P.A
- 32. Lorenzo Savadori, Italien, Fontana Racing
- 33. Sergio Gadea, Spanien, Bancaja Aspar Team 125cc
- 35. Randy Krummenacher, Schweiz, Degraaf Grand Prix
- 38. Bradley Smith, Storbritannien, Bancaja Aspar Team 125cc
- 44. Pol Espargaro, Spanien, Derbi Racing Team
- 45. Scott Redding, Storbritannien, Blusens Aprilia
- 53. Jasper Iwema, Nederländerna, Racing Team Germany
- 55. Hiroomi Iwata, Japan, Dydo Miu Racing
- 56. Yuma Yahagi, Japan, Okegawajuku & Endurance
- 57. Yuki Oogane, Japan, Okegawajuku & Endurance
- 58. Yuuichi Yanagisawa, Japan, 18 Garage Racing
- 59. Satoru Kamada, Japan, Endurance & Osl
- 60. Julian Simon, Spanien, Bancaja Aspar Team 125cc
- 66. Matthew Hoyle, Storbritannien, Haojue Team
- 69. Lukas Sembera, Tjeckien, Matteoni Racing
- 71. Tomoyoshi Koyama, Japan, Loncin Racing
- 73. Takaaki Nakagami, Japan, Ongetta Team I.S.P.A.
- 77. Dominique Aegerter, Schweiz, Ajo Interwetten
- 87. Luca Marconi, Italien, CBC Corse
- 88. Michael Ranseder, Österrike, Haojue Team
- 93. Marc Marquez, Spanien, Red Bull KTM Motosport
- 94. Jonas Folger, Tyskland, Ongetta Team I.S.P.A
- 99. Danny Webb, Storbritannien, Degraaf Grand Prix

I 125cc klassen förekommer det väldigt ofta wildcard förare så denna startlistan är den officiella som finns på www.motogp.com

### VM-tabell 125GP
1. Julián Simón, 289 p. Klar världsmästare efter 14 Grand Prix.
2. Bradley Smith, 223,5 p.
3. Nicolas Terol, 179,5 p.
4. Pol Espargaró, 174,5 p.
5. Sergio Gadea, 141 p.
6. Sandro Cortese, 130 p.
7. Andrea Iannone, 125,5 p.
8. Marc Marquez, 94 p.
9. Joan Olive, 91 p.
10. Stefan Bradl, 85 p.
11. Simone Corsi, 81 p.
12. Jonas Folger, 73 p.
13. Dominique Aegerter, 70,5 p.
14. Efren Vazquez, 54 p.
15. Scott Redding, 50,5 p.
16. Takaaki Nakagami, 43 p.
17. Danny Webb, 38,5 p.
18. Esteve Rabat, 37 p.
19. Lorenzo Zanetti, 37 p.
20. Johann Zarco, 32,5
21. Randy Krummenacher, 32 p.
22. Luis Salom, 21 p.
23. Marcel Schrötter, 18p.
24. Tomoyoshi Koyama, 17 p.
25. Michael Ranseder, 9p.
26. Lorenzo Savadori, 7 p.
27. Riccardo Moretti, 3p.
28. Jasper Iwema, 3 p.
29. Cameron Beaubier, 3 p.
30. Martin Glossop, 2p.
31. Marvin Fritz, 2p.
32. Gregory Di Carlo, 2p.
33. Daniel Kartheininger, 1p.

### Grand Prix-segrare
| Datum        | Grand Prix                     | Bana           | Vinnande förare | Konstruktör | Rapport |
| ------------ | ------------------------------ | -------------- | --------------- | ----------- | ------- |
| 12 april     | Qatar                          | Losail         | Andrea Iannone  | Aprilia     | *       |
| 26 april     | Japan                          | Motegi         | Andrea Iannone  | Aprilia     | *       |
| 3 maj        | Spanien                        | Jerez          | Bradley Smith   | Aprilia     | *       |
| 17 maj       | Frankrike                      | Le Mans        | Julián Simón    | Aprilia     | *       |
| 31 maj       | Italien                        | Mugello        | Bradley Smith   | Aprilia     | *       |
| 14 juni      | Katalonien                     | Barcelona      | Andrea Iannone  | Aprilia     | *       |
| 27 juni      | Nederländerna                  | Assen          | Sergio Gadea    | Aprilia     | *       |
| 19 juli      | Tyskland                       | Sachsenring    | Julián Simón    | Aprilia     | *       |
| 26 juli      | Storbritannien                 | Donington Park | Julián Simón    | Aprilia     | *       |
| 16 augusti   | Tjeckien                       | Brno           | Nicolas Terol   | Aprilia     | *       |
| 30 augusti   | Indianapolis                   | Indianapolis   | Pol Espargaró   | Derbi       | *       |
| 6 september  | San Marino & Riviera di Rimini | Misano         | Julián Simón    | Aprilia     | *       |
| 20 september | Ungern                         | Balatonring ¹  |                 |             | *       |
| 4 oktober    | Portugal                       | Estoril        | Pol Espargaró   | Derbi       | *       |
| 18 oktober   | Australien                     | Phillip Island | Julián Simón    | Aprilia     | *       |
| 25 oktober   | Malaysia                       | Sepang         | Julián Simón    | Aprilia     | *       |
| 8 november   | Valencia                       | Valencia       | Julián Simón    | Aprilia     | *       |

¹ Struken då banan inte blir klar i tid

## Superbike

### Teamuppställningar 2009
| Team               | Förare          | Förare           | Förare       | Motorcykel                |
| ------------------ | --------------- | ---------------- | ------------ | ------------------------- |
| Xerox Ducati       | Noriyuki Haga   | Michel Fabrizio  | -            | Ducati 1098R              |
| Yamaha Italia      | Ben Spies       | Tom Sykes        | -            | Yamaha YZF-R1             |
| Alstare Suzuki     | Max Neukirchner | Yukio Kagayama   |              | Suzuki GSX-R1000          |
| Ten Kate Honda     | Carlos Checa    | Ryuichi Kiyonari | Jonathan Rea |                           |
| Aprilia            | Max Biaggi      | Shinya Nakano    | -            |                           |
| BMW Motorrad       | Troy Corser     | Rubén Xaus       | -            |                           |
| Sterilgarda Ducati | Shane Byrne     |                  | -            |                           |
| Stiggy Honda       | Leon Haslam     | Roberto Rolfo    | John Hopkins | Honda CBR1000RR Fireblade |

### VM-tabell
| Plats | Förare          | Märke   | Poäng |
| ----- | --------------- | ------- | ----- |
| 1     | Ben Spies       | Yamaha  | 462   |
| 2     | Noriyuki Haga   | Ducati  | 456   |
| 3     | Michel Fabrizio | Ducati  | 382   |
| 4     | Max Biaggi      | Aprilia | 319   |
| 5     | Jonathan Rea    | Honda   | 315   |
| 6     | Leon Haslam     | Honda   | 241   |
| 7     | Carlos Checa    | Honda   | 209   |
| 8     | Shane Byrne     | Ducati  | 192   |
| 9     | Tom Sykes       | Yamaha  | 176   |
| 10    | Jakub Smrž      | Ducati  | 169   |

### Delsegrare
| Datum       | Bana           | Vinnare         | Märke   | Vinnare         | Märke  |
| ----------- | -------------- | --------------- | ------- | --------------- | ------ |
| 1 mars      | Phillip Island | Noriyuki Haga   | Ducati  | Ben Spies       | Yamaha |
| 14 mars     | Losail         | Ben Spies       | Yamaha  | Ben Spies       | Yamaha |
| 5 april     | Valencia       | Noriyuki Haga   | Ducati  | Noriyuki Haga   | Ducati |
| 26 april    | Assen          | Ben Spies       | Yamaha  | Noriyuki Haga   | Ducati |
| 10 maj      | Monza          | Michel Fabrizio | Ducati  | Ben Spies       | Yamaha |
| 17 maj      | Kyalami        | Noriyuki Haga   | Ducati  | Noriyuki Haga   | Ducati |
| 31 maj      | Millers        | Ben Spies       | Yamaha  | Ben Spies       | Yamaha |
| 21 juni     | Misano         | Ben Spies       | Yamaha  | Jonathan Rea    | Honda  |
| 28 juni     | Donington Park | Ben Spies       | Yamaha  | Ben Spies       | Yamaha |
| 26 juli     | Brno           | Max Biaggi      | Aprilia | Ben Spies       | Yamaha |
| 6 september | Nürburgring    | Ben Spies       | Yamaha  | Ben Spies       | Yamaha |
| 27 sept.    | Imola          | Noriyuki Haga   | Ducati  | Michel Fabrizio | Ducati |
| 4 okt.      | Magny-Cours    | Ben Spies       | Yamaha  | Noriyuki Haga   | Ducati |
| 25 okt.     | Portimão       | Ben Spies       | Yamaha  | Michel Fabrizio | Ducati |

## Supersport

### VM-tabell
Slutställning efter 14 race.
| Plats | Förare         | Stall                   | Motorcykel          | Poäng |
| ----- | -------------- | ----------------------- | ------------------- | ----- |
| 1     | Cal Crutchlow  | Yamaha Motor Racing     | Yamaha YZF-R6       | 243   |
| 2     | Eugene Laverty | Parkalgar Honda         | Honda CBR600RR      | 236   |
| 3     | Kenan Sofuoglu | Ten Kate Honda          | Honda CBR600RR      | 189   |
| 4     | Joan Lascorz   | Kawasaki                | Kawasaki ZX-6R      | 163   |
| 5     | Fabien Foret   | Yamaha Motor Racing     | Yamaha YZF-R6       | 123   |
| 6     | Andrew Pitt    | Ten Kate Honda          | Honda CBR600RR      | 119   |
| 7     | Anthony West   | Stiggy Motorsport Honda | Honda CBR600RR      | 117   |
| 8     | Garry McCoy    | Triumph                 | Triumph Daytona 675 | 98    |

### Delsegrar Supersport
| Nummer | Bana           | Segrare        |
| ------ | -------------- | -------------- |
| 1      | Phillip Island | Kenan Sofuoglu |
| 2      | Losail         | Eugene Laverty |
| 3      | Valencia       | Cal Crutchlow  |
| 4      | Assen          | Eugene Laverty |
| 5      | Monza          | Cal Crutchlow  |
| 6      | Kyalami        | Eugene Laverty |
| 7      | Miller         | Kenan Sofuoglu |
| 8      | Misano         | Cal Crutchlow  |
| 9      | Donington Park | Cal Crutchlow  |
| 10     | Brno           | Fabien Foret   |
| 11     | Nürburgring    | Cal Crutchlow  |
| 12     | Imola          | Kenan Sofuoglu |
| 13     | Magny-Cours    | Joan Lascorz   |
| 14     | Algarve        | Eugene Laverty |